# Adetoneura lentiginosa
Adetoneura lentiginosa este un gen de molii din familia Lymantriinae. Se găsesc în Fiji.

## Legături externe
- en Baza de date a genului Lepidoptera la Muzeul de istorie naturală
- Adetoneura lentiginosa in lepidoptera